# Restoring Force
Restoring Force è il terzo album in studio del gruppo musicale statunitense Of Mice & Men, pubblicato il 29 gennaio 2014 dalla Rise Records.
Oltre ad aver raggiunto la posizione numero 4 nella Billboard 200 con oltre 51 000 copie vendute nella sua prima settimana di uscita, il disco è stato inserito tra i migliori 50 album rock del 2014 secondo Kerrang!, alla 32ª posizione.
Il 24 febbraio 2015 è stato ripubblicato con il titolo Restoring Force: Full Circle, con l'aggiunta di tre nuovi brani e una versione acustica di Feels Like Forever.

## Tracce
Testi e musiche di Austin Carlile, Alan Ashby e Aaron Pauley.
1. Public Service Announcement – 3:32
2. Feels Like Forever – 3:13
3. Bones Exposed – 4:15
4. Would You Still Be There – 3:12
5. Glass Hearts – 3:14
6. Another You – 3:45
7. Break Free – 3:29
8. You Make Me Sick – 3:21
9. Identity Disorder – 3:37
10. You're Not Alone – 3:21
11. Space Enough to Grow – 3:38

CD bonus/Tracce bonus dell'edizione Full Circle
1. Broken Generation – 3:41
2. Something to Hide – 3:30
3. Never Giving Up – 3:39
4. Feels Like Forever (Acoustic) – 3:11

## Formazione
Of Mice & Men
- Austin Carlile – voce death
- Phil Manansala – chitarra solista
- Alan Ashby – chitarra ritmica
- Aaron Pauley – basso, voce melodica
- Valentino Arteaga – batteria, percussioni

Produzione
- David Bendeth – produzione, arrangiamenti orchestrali, missaggio
- Of Mice & Men – direzione artistica, arrangiamenti orchestrali
- Ted Jenson – mastering
- Mitch Milan – ingegneria, programmazione, tecnico chitarre
- Koby Nelson – ingegneria
- Brian Robbins – ingegneria, missaggio, programmazione
- Steve Sarkissian – assistenza all'ingegneria, tecnico percussioni
- Ryan Clark – fotografia

## Classifiche
| Classifica (2014)          | Posizione massima |
| -------------------------- | ----------------- |
| Australia                  | 9                 |
| Canada                     | 9                 |
| Nuova Zelanda              | 36                |
| Regno Unito                | 17                |
| Regno Unito (downloads)    | 25                |
| Regno Unito (independent)  | 5                 |
| Regno Unito (rock & metal) | 2                 |
| Stati Uniti                | 4                 |
| Stati Uniti (digital)      | 7                 |
| Stati Uniti (hard rock)    | 1                 |
| Stati Uniti (independent)  | 1                 |
| Stati Uniti (rock)         | 2                 |

### Classifiche di fine anno
| Classifica (2014)         | Posizione massima |
| ------------------------- | ----------------- |
| Stati Uniti (independent) | 17                |
| Stati Uniti (rock)        | 47                |
| Stati Uniti (hard rock)   | 11                |